# Hallesches Tor

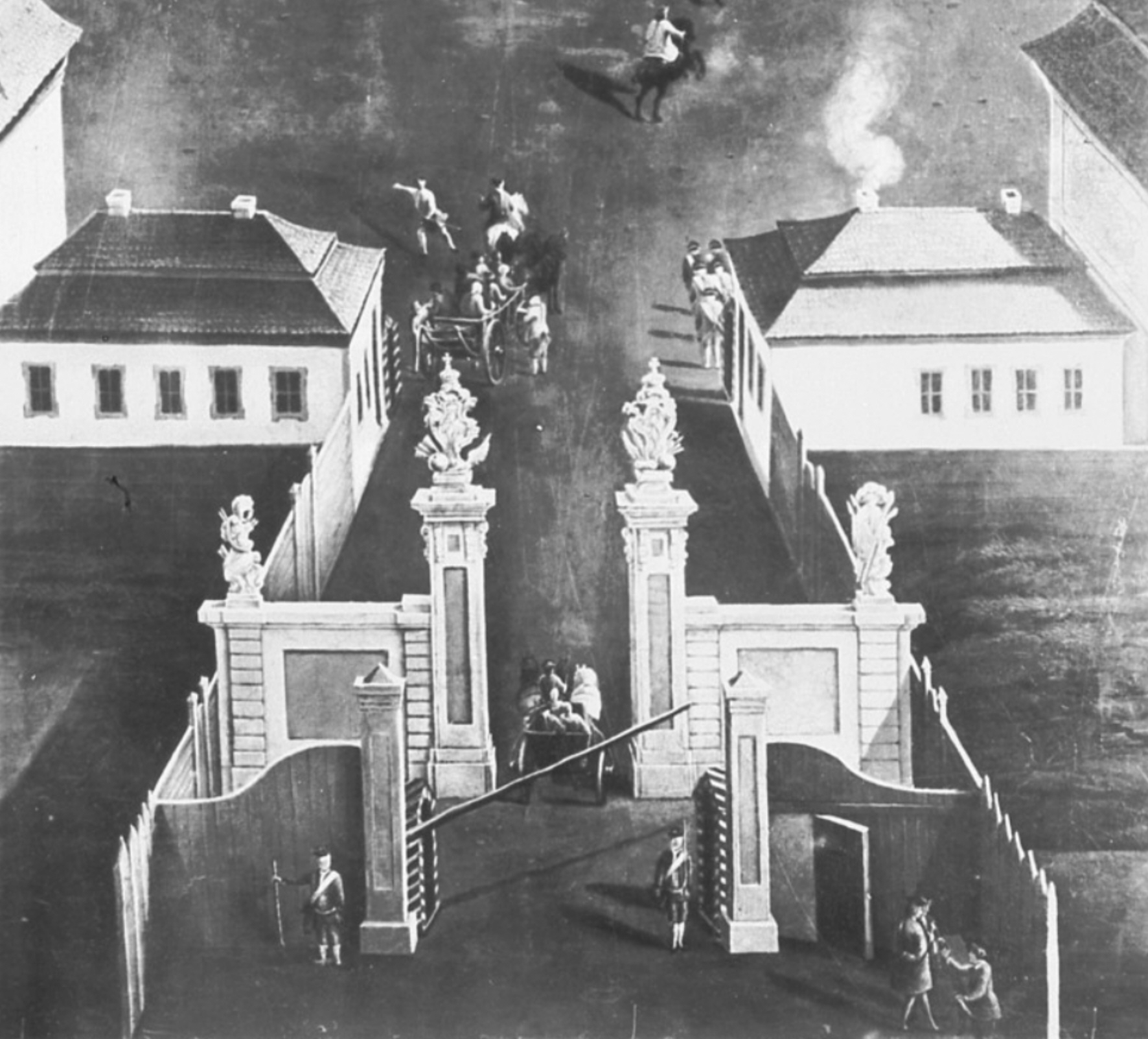
Hallesches Tor 1730.

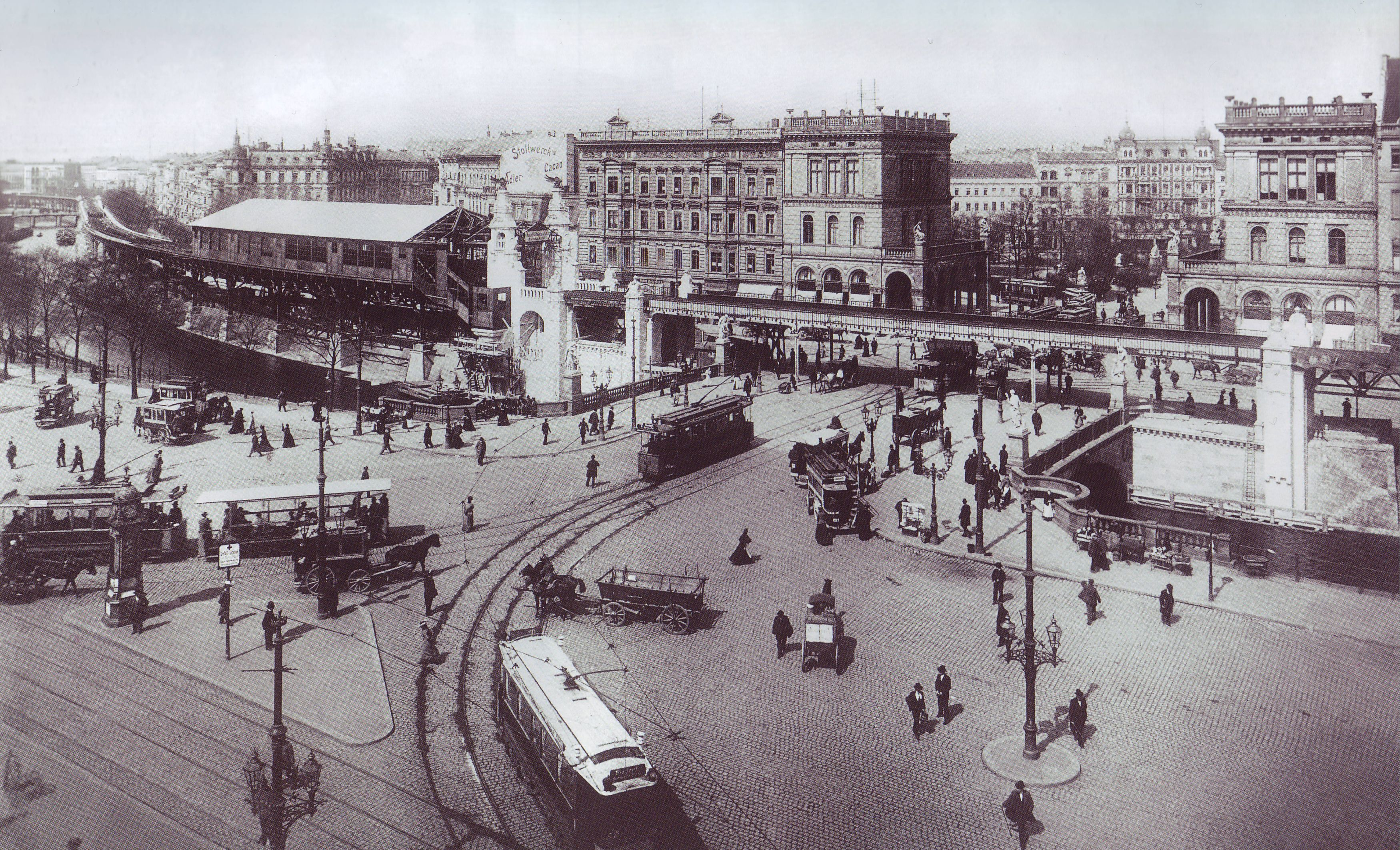
Hallesches Tor, 1901

Hallesches Tor  ("Halleporten") vid den södra änden av Friedrichstrasse och Mehringplatz var en port i Berlins tullmur som omgärdade 1800-talets Berlin. Namnet Hallesches Tor kommer av att vägen genom porten, dagens Mehringdamm, gick söderut över Landwehrkanal och via Tempelhof i riktning mot staden Halle an der Saale. Området omkring Hallesches Tor förstördes under andra världskriget och förlorade sin betydelse som vägtrafikknutpunkt efter kriget, då ett modernistiskt bostadsområde byggdes på platsen och vägtrafiken ledes runt Mehringplatz. Tunnelbanestationen Hallesches Tor där linjerna U6 och U1 möts ligger här och har behållit det gamla namnet efter tullen.